# Spengler Cup 2018
Der Spengler Cup 2018 (französisch Coupe Spengler 2018) war die 92. Auflage des gleichnamigen Wettbewerbs und fand vom 26. bis 31. Dezember 2018 im Schweizer Luftkurort Davos statt. Als Spielstätte fungierte die dortige Vaillant Arena. Insgesamt besuchten 65'714 Zuschauer die elf Turnierspiele, was einem Schnitt von 5'974 pro Partie entspricht.
Es siegte erstmals die finnische Mannschaft KalPa Kuopio, die im Finalspiel durch einen 2:1-Sieg im Penaltyschiessen über den Titelverteidiger Team Canada das Turnier gewann. Für KalPa war es bei der erstmaligen Teilnahme zugleich der erste Turniersieg und darüber hinaus auch der erste einer finnischen Mannschaft in der 95-jährigen Geschichte des Traditionsturniers überhaupt. Seit Einführung des Finalspiels am Schlusstag im Jahr 1986 hatte auch noch nie eine finnische Mannschaft in selbigem gestanden. Den letzten Sieg einer skandinavischen Mannschaft hatte Färjestad BK beim Spengler Cup 1994 errungen. Die kanadische Auswahlmannschaft verpasste durch die Finalniederlage den vierten Turniersieg in Folge und damit die Egalisierung ihres eigenen Rekords aus den Jahren 1995 bis 1998.
Der Deutsche Leonhard Pföderl von den Nürnberg Ice Tigers war mit fünf Scorerpunkten, darunter zwei Tore, erfolgreichster Akteur des Turniers.

## Modus
Die sechs teilnehmenden Teams spielten zunächst in zwei Vorrundengruppen – benannt nach den Davoser Eishockeylegenden Richard Torriani sowie den Cattini-Brüdern Ferdinand und Hans – à drei Teams in einer Einfachrunde im Modus «jeder gegen jeden», so dass jede Mannschaft zunächst zwei Spiele bestritt, die Platzierungen nach Punkten aus. Die beiden Gruppensieger qualifizierten sich direkt für den Halbfinal, während die Zweit- und Drittplatzierten in einem K.-o.-Duell über Kreuz die beiden weiteren Halbfinalteilnehmer ausspielten. Die beiden Halbfinalsieger ermittelten am Schlusstag schliesslich den Turniersieger.

## Turnierverlauf

### Vorrunde
Gruppe Torriani
| 26. Dezember 2018 15:10 Uhr | HC Oceláři Třinec M. Adamský (22:58) | 1:2 n. P. (0:0, 1:0, 0:1, 0:0, 0:1) Spielbericht | HK Metallurg Magnitogorsk M. Matuschkin (52:55) R. Ljubimow (PS) | Vaillant Arena, Davos Zuschauer: 5'359 |

| 27. Dezember 2018 15:10 Uhr | KalPa Kuopio A. Ruuttu (12:06) A. Texier (33:19) A. Ruuttu (40:32) | 3:1 (1:0, 1:1, 1:0) Spielbericht | HC Oceláři Třinec M. Gernát (32:26) | Vaillant Arena, Davos Zuschauer: 5'141 |

| 28. Dezember 2018 15:10 Uhr | HK Metallurg Magnitogorsk | 0:1 n. V. (0:0, 0:0, 0:0, 0:1) Spielbericht | KalPa Kuopio T. Jokinen (62:47) | Vaillant Arena, Davos Zuschauer: 5'509 |

| Pl. |                           | Sp | S | OTS | OTN | N | Tore | Punkte |
| --- | ------------------------- | -- | - | --- | --- | - | ---- | ------ |
| 1.  | KalPa Kuopio              | 2  | 1 | 1   | 0   | 0 | 4:1  | 5      |
| 2.  | HK Metallurg Magnitogorsk | 2  | 0 | 1   | 1   | 0 | 2:2  | 3      |
| 3.  | HC Oceláři Třinec         | 2  | 0 | 0   | 1   | 1 | 2:5  | 1      |

Gruppe Cattini
| 26. Dezember 2018 20:15 Uhr | HC Davos T. Bader (38:06) | 1:2 (0:1, 1:1, 0:0) Spielbericht | Team Canada Z. Boychuk (5:24) M. D’Agostini (23:43) | Vaillant Arena, Davos Zuschauer: 6'300 |

| 27. Dezember 2018 20:15 Uhr | Nürnberg Ice Tigers B. Buck (36:57) L. Pföderl (48:37) | 2:3 (0:2, 1:0, 1:1) Spielbericht | HC Davos I. Pestoni (5:32) D. Simion (6:36) J. Payr (51:43) | Vaillant Arena, Davos Zuschauer: 6'300 |

| 28. Dezember 2018 20:15 Uhr | Team Canada D. Fabbro (2:21) D. Winnik (24:52) A. Ebbett (31:14) Z. Dalpe (33:01) D. Knelsen (37:45) D. Fabbro (42:08) | 6:2 (1:0, 4:1, 1:1) Spielbericht | Nürnberg Ice Tigers P. Reimer (20:52) M. Mieszkowski (57:54) | Vaillant Arena, Davos Zuschauer: 6'300 |

| Pl. |                     | Sp | S | OTS | OTN | N | Tore | Punkte |
| --- | ------------------- | -- | - | --- | --- | - | ---- | ------ |
| 1.  | Team Canada         | 2  | 2 | 0   | 0   | 0 | 8:3  | 6      |
| 2.  | HC Davos            | 2  | 1 | 0   | 0   | 1 | 4:4  | 3      |
| 3.  | Nürnberg Ice Tigers | 2  | 0 | 0   | 0   | 2 | 4:9  | 0      |

### Finalrunde
|  | Halbfinalqualifikation | Halbfinalqualifikation    | Halbfinalqualifikation |  |  | Halbfinal | Halbfinal           | Halbfinal |  |    | Final       | Final        | Final |
|  |                        |                           |                        |  |  |           |                     |           |  |    |             |              |       |
|  |                        |                           |                        |  |  | C1        | Team Canada         | 4         |  |    |             |              |       |
|  | T2                     | HK Metallurg Magnitogorsk | 1                      |  |  | C3        | Nürnberg Ice Tigers | 2         |  |    |             |              |       |
|  | C3                     | Nürnberg Ice Tigers       | 3                      |  |  |           |                     |           |  | C1 | Team Canada | 1            |       |
|  |                        |                           |                        |  |  |           |                     |           |  |    | T1          | KalPa Kuopio | 2     |
|  |                        |                           |                        |  |  | T1        | KalPa Kuopio        | 2         |  |    |             |              |       |
|  | C2                     | HC Davos                  | 3                      |  |  | C2        | HC Davos            | 1         |  |    |             |              |       |
|  | T3                     | HC Oceláři Třinec         | 1                      |  |  |           |                     |           |  |    |             |              |       |

Halbfinalqualifikation
| 29. Dezember 2018 15:10 Uhr | HK Metallurg Magnitogorsk N. Kuljomin (21:04) | 1:3 (0:1, 1:2, 0:0) Spielbericht | Nürnberg Ice Tigers P. Reimer (4:06) B. Buck (26:29) L. Pföderl (28:28) | Vaillant Arena, Davos Zuschauer: 5'605 |

| 29. Dezember 2018 20:15 Uhr | HC Davos L. Klasen (14:18) L. Klasen (47:34) D. Wieser (59:59) | 3:1 (1:0, 0:1, 2:0) Spielbericht | HC Oceláři Třinec M. Kovařčík (36:18) | Vaillant Arena, Davos Zuschauer: 6'300 |

Halbfinal
| 30. Dezember 2018 15:10 Uhr | Team Canada C. Emmerton (7:06) Z. Boychuk (9:39) Z. Boychuk (12:45) C. DiDomenico (22:30) | 4:2 (3:0, 1:1, 0:1) Spielbericht | Nürnberg Ice Tigers D. Weiß (31:32) B. Buck (55:07) | Vaillant Arena, Davos Zuschauer: 6'300 |

| 30. Dezember 2018 20:15 Uhr | KalPa Kuopio K. Nousiainen (2:11) J. Rissanen (50:37) | 2:1 (1:0, 0:0, 1:1) Spielbericht | HC Davos Y. Frehner (45:47) | Vaillant Arena, Davos Zuschauer: 6'300 |

Final
| 31. Dezember 2018 12:10 Uhr | Team Canada D. Winnik (45:16) | 1:2 n. P. (0:0, 0:0, 1:1, 0:0, 0:1) Spielbericht | KalPa Kuopio E. Luostarinen (51:24) J. Rissanen (PS) | Vaillant Arena, Davos Zuschauer: 6'300 |

## Siegermannschaft
| Spengler-Cup-Sieger KalPa Kuopio | Torhüter: Denis Godla, Daniel Manzato Verteidiger: Cade Fairchild, Ari Gröndahl, Lasse Lappalainen, Otto Leskinen, Konsta Mäkinen, Kim Nousiainen, Joona Riekkinen, Mikael Seppälä, Ryan Wilson Stürmer: Toni Hyvärinen, Tommi Jokinen, Kai Kantola, Aleksi Klemetti, Henri Knuutinen, Juuso Könönen, Eetu Luostarinen, Mikko Nuutinen, Topi Piipponen, Jaakko Rissanen, Alexander Ruuttu, Balázs Sebők, Alexandre Texier, Ville-Vesa Vainiola Cheftrainer: Sami Kapanen |

### All-Star-Team
| Angriff:      | Linus Klasen – Zach Boychuk – NÜR Leonhard Pföderl |
| Verteidigung: | Dante Fabbro – Kim Nousiainen                      |
| Tor:          | Daniel Manzato                                     |